# Смаковер (Арканзас)
Смаковер (англ. Smackover) — місто (англ. city) в США, в окрузі Юніон штату Арканзас. Населення — 1630 осіб (2020).
Назва Смаковер прийшла з англійського відповідника французького «Sumac Couvert», яке перекладається як «покритий сумахом».
У Смаковер розташований Музей природних ресурсів. У ньому представлена історія та культура міста та околиць: крита реконструкція Смаковера, нафтове родовище та численні експонати, що ілюструють нафтову промисловість Південного Арканзасу. У червні відбувається щорічний чотириденний фестиваль Oil Town.

## Географія
Смаковер розташований на висоті 37 метрів над рівнем моря за координатами 33°21′50″ пн. ш. 92°43′52″ зх. д. / 33.36389° пн. ш. 92.73111° зх. д. (33.363981, -92.731169).  За даними Бюро перепису населення США в 2010 році місто мало площу 11,00 км², уся площа — суходіл.

## Демографія
Згідно з переписом 2010 року, у місті мешкало 1865 осіб у 771 домогосподарстві у складі 526 родин. Густота населення становила 170 осіб/км².  Було 867 помешкань (79/км²). 
Расовий склад населення:
| - 71,5 % — білих - 25,0 % — чорних або афроамериканців - 0,4 % — корінних американців - 0,2 % — вихідців з тихоокеанських островів - 0,1 % — азіатів |

До двох чи більше рас належало 2,1 %. Іспаномовні складали 1,2 % від усіх жителів.
За віковим діапазоном населення розподілялося таким чином: 24,9 % — особи молодші 18 років, 57,1 % — особи у віці 18—64 років, 18,0 % — особи у віці 65 років та старші. Медіана віку мешканця становила 39,3 року. На 100 осіб жіночої статі у місті припадало 90,5 чоловіків;  на 100 жінок у віці від 18 років та старших — 88,6 чоловіків також старших 18 років.
Середній дохід на одне домашнє господарство  становив 49 213 долари США (медіана — 34 524), а середній дохід на одну сім'ю — 56 561 долар (медіана — 45 694). Медіана доходів становила 49 063 долари для чоловіків та 26 176 доларів для жінок. За межею бідності перебувало 17,1 % осіб, у тому числі 19,6 % дітей у віці до 18 років та 12,6 % осіб у віці 65 років та старших.
Цивільне працевлаштоване населення становило 752 особи. Основні галузі зайнятості: освіта, охорона здоров'я та соціальна допомога — 25,5 %, роздрібна торгівля — 17,7 %, виробництво — 12,4 %, науковці, спеціалісти, менеджери — 7,3 %.
За даними перепису населення 2000 року в Смаковері проживало 2005 осіб, 565 сімей, налічувалося 794 домашніх господарств і 915 житлових будинків. Середня густота населення становила близько 182 осіб на один квадратний кілометр. Расовий склад Смаковера за даними перепису розподілився таким чином: 72,57 % білих, 26,28 % — чорних або афроамериканців, 0,10 % — корінних американців, 0,05 % — азіатів, 0,05 % — вихідців з тихоокеанських островів, 0,95 % — представників змішаних рас.
Іспаномовні склали 0,25 % від усіх жителів міста.
З 794 домашніх господарств в 31,1 % — виховували дітей віком до 18 років, 52,9 % представляли собою подружні пари, які спільно проживали, в 15,1 % сімей жінки проживали без чоловіків, 28,8 % не мали сімей. 27,3 % від загального числа сімей на момент перепису жили самостійно, при цьому 17,8 % склали самотні літні люди у віці 65 років та старше. Середній розмір домашнього господарства склав 2,46 особи, а середній розмір родини — 2,99 особи.
Населення міста за віковим діапазоном за даними перепису 2000 року розподілилося таким чином: 24,7 % — жителі молодше 18 років, 7,8 % — між 18 і 24 роками, 24,7 % — від 25 до 44 років, 21,7 % — від 45 до 64 років і 21,1 % — у віці 65 років та старше. Середній вік мешканця склав 39 років. на кожні 100 жінок в Смаковері припадало 92,2 чоловіків, у віці від 18 років та старше — 81,3 чоловіків також старше 18 років.
Середній дохід на одне домашнє господарство в місті склав 28 807 доларів США, а середній дохід на одну сім'ю — 36 875 доларів. При цьому чоловіки мали середній дохід в 31 081 долар США на рік проти 19 536 доларів середньорічного доходу у жінок. Дохід на душу населення в місті склав 14 461 долар на рік. 9,1 % від усього числа сімей в окрузі і 14,7 % від усієї чисельності населення перебувало на момент перепису населення за межею бідності, при цьому 18,8 % з них були молодші 18 років і 13 % — у віці 65 років та старше.

## Відомі мешканці
- Сліпі ЛаБіф — музикант
- Клайд Скотт — футболіст